# ساندرو فيانا
ساندرو فيانا (بالبرتغالية: Sandro Viana‏) هو عداء سريع برازيلي، ولد في 26 مارس 1977 في ماناوس في البرازيل.

## وصلات خارجية
- ساندرو فيانا على موقع الاتحاد الدولي لألعاب القوى (الإنجليزية)
- ساندرو فيانا على موقع أوليمبيديا (الإنجليزية)